# SpongeBob Splash Bash
SpongeBob Splash Bash of Splash Bash is een splash battle in het Duitse attractiepark Movie Park Germany in het themagebied Nickland.
De in 2007 geopende splash battle is gemaakt door 3DBA en Preston & Barbieri en is gethematiseerd naar de televisieserie SpongeBob SquarePants, uitgezonden door Nickelodeon. Langs de baan staan verschillende personages uit het tv-programma, zoals SpongeBob SquarePants, Octo Tentakel en Patrick Ster. Tussen de verschillende poppen en nagebouwde woningen van de personages staan langs de 153 meter lange baan in totaal zes verschillende waterfonteinen geplaatst. Door middel van het waterkanon dat in het karretje, in de vorm van een taxi, aanwezig is, kunnen bezoekers de fonteinen (tijdelijk) uitschakelen. De snelheid van de attractie is op 'voetgangerssnelheid'.
Lijst van attracties in Movie Park Germany · Police Academy Stunt Show · afbeeldingen
Huidige attracties: Avatar Air Glider ·
Backyardigans Mission to Mars · The Bandit · Bermuda Triangle - Alien Encounter · Crazy Surfer · Dora's Big River Adventure · Fairy World Spin ·
Ghost Chasers · Jimmy Neutron's Atomic Flyer · MP Xpress · Excalibur - Secrets of the Dark Forest · NYC Transformer · Roxy · Side Kick · SpongeBob Splash Bash · Star Trek: Operation Enterprise · The High Fall · The Lost Temple · Time Riders · Van Helsing's Factory
Voormalige attracties: Batman Adventure · Cop Car Chase · Danny Phantom Ghost Zone · Gremlins Invasion · Ice Age Adventure · Josie's Bath House · Looney Tunes Adventure · Studio Tour · Unendliche Geschichte · Mystery River
Themagebieden: Federation Plaza · Hollywood Street Set · Nickland · Santa Monica Pier · Streets of New York · The Old West